# Eva Heyd
Eva Heyd, rozená Eva Hejdová (* 26. srpna 1953 Praha) je česko-americká publicistka, fotografka a umělkyně. V průběhu své kariéry vystavovala umělecké fotografie a výtvarné práce v Česku, Evropě a ve Spojených státech. Od roku 2005 žije v Rožmitále pod Třemšínem. Věnuje se volné tvorbě a pracuje jako dobrovolnice – projektová manažerka v organizaci Czech National Trust a také se podílí na obnově zámku Rožmitál.

## Životopis
Narodila se v Praze. Vystudovala žurnalistiku na Univerzitě Karlově. Do roku 1985 pracovala jako fotografka a novinářka, nejprve na volné noze, později byla zaměstnaná v časopise Československý architekt. Přispívala také do řady dalších časopisů například do Tvorby, nebo do Scény. Psala o architektuře, výtvarném umění, fotografii, animovaném filmu, o skle. V roce 1985 emigrovala do USA, kde pracovala jako fotografka. Fotila pro muzea, galerie, umělce, sběratele, architekty a designéry v New Yorku a na východním pobřeží Spojených států. Mezi její klienty patřily Whitney Museum of American Art, PS1 MOMA, Museum of Arts and Design nebo např. Hoya Crystal, největší japonská sklářská firma. V roce 2005 se přestěhovala zpět do Čech.
Od roku 2005 žije a pracuje v Rožmitále pod Třemšínem, kde se věnuje volné tvorbě. Od roku 2016 také pracuje jako dobrovolnice pro organizaci Czech National Trust. Kromě menších projektů, jako byla např. obnova meteorologických sloupků v Praze, se věnuje především záchraně zámku Rožmitál, za což byla v roce 2019 nominována na Cenu hejtmanky Středočeského kraje.

## Knihy
V roce 2013 vydala knihu s názvem Psí deník, která je příběhem 11 štěňátek, která se narodila její fence Džejce v bytě uprostřed New Yorku. Druhou publikací z roku 2018 je kniha Lístek do Nového světa pojednávající o osudech slavných i méně známých českých umělců, kteří byli nuceni odejít na počátku druhé světové války do USA. V roce 2020 vyšla její třetí kniha s názvem I já se toulal ulicemi Manhattanu. V roce 2023 vydala svou čtvrtou knihu Eva Heyd Za hranice fotografie. Beyond Photography, která je průřezem její čtyřicetileté umělecké tvorby.
- Psí deník (2013, Eva Heyd)
- Lístek do Nového světa (2018, Czech National Trust)
- I já se toulal ulicemi Manhattanu (2020, KANT)
- Eva Heyd Za hranice fotografie. Beyond Photography (2023, KANT)

## Výstavy (výběr)

### Samostatné výstavy
- 1979 – Rubín, Praha
- 1982 – Galeria Sztuky Wspolcesnej, Varšava
- 1982 – Fotochema, Praha
- 1985 – Termál, Karlovy Vary
- 1994 – Nový Horizont, Praha
- 1995 – Czech Center, New York
- Site-specific Neviditelní majitelé na zámku Rožmitál pod Třemšínem1998 – Bohemian Gallery, New York
- 2002 – Chappell Gallery, New York

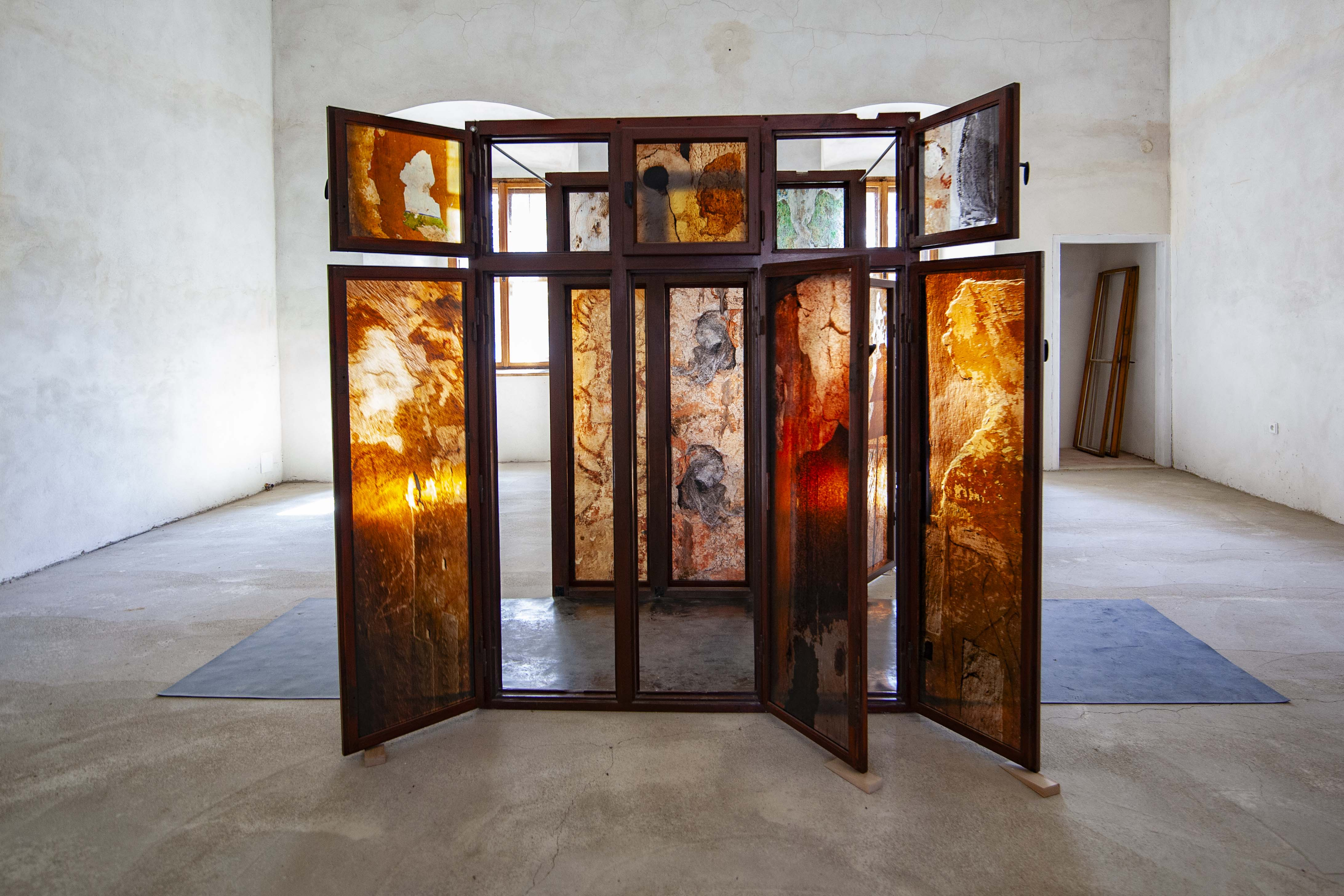
Site-specific Neviditelní majitelé na zámku Rožmitál pod Třemšínem

- 2006 – Galerie Josefa Adamce, Praha
- 2010 – Galerie Františka Drtikola, Příbram
- 2013 – Bohemian Hall, New York
- 2015 – Mayrau, Kladno[12]
- 2019 – Nevyznačeným prostorem, zámek Rožmitál pod Třemšínem
- 2021 – Neviditelní majitelé, zámek Rožmitál pod Třemšínem[13]
- 2023 – Eva Heyd: Na hraně, Artinbox Gallery, Praha
- 2023 – Eva Heyd: Soukromé cesty, Leica Gallery Prague[14]

### Kolektivní výstavy
- 1985 – Galerie Junge Kunstler, Berlín
- 1990 – Silver Image Gallery, Seattle, Washington
- 1994 – Mánes, Praha
- 1996 – Smithtown Arts Council, Long Island, New York
- 1997 – Tweed Gallery, New York
- 2000 – Center of Photography in Woodstock, New York
- 2001 – Cast Iron Gallery, New York
- 2001 – Chappell Gallery, Boston
- 2002 – Sharon Arts Center, Peterborough, New Hampshire
- 2004 – Mostly Glass, Engelwood, New York
- 2004 – Chappell Gallery, Boston
- 2005 – Chappell Gallery, New York
- 2005 – SOFA New York, New York
- 2005 – Noyes Museum of Art, Oceanville, New York
- 2007 – Středočeské Bienále ’07, Příbram
- 2010 – Bienale výtvarných forem, Praha
- 2012 – Galerie Califia, Horažďovice[12]
- 2024 – Per aspera ad astra / Přes překážky ke hvězdám, zámek Rožmitál pod Třemšínem, kurátorky: Eva Heyd, Radana Ulverová, Nadia Rovderová